# ГЕС-ГАЕС Zermeiggern
ГЕС-ГАЕС Zermeiggern — гідроелектростанція у південно-західній частині Швейцарії. Становить верхній ступінь у гідровузлі Маттмарк, створеному на північному схилі Пеннінських Альп на основі ресурсу зі сточища лівої притоки Рони Фіспи, переважно з її правого витоку Saaservispa.
Для роботи гідровузла створили водосховище Маттмарк площею поверхні 1,76 км2 та об'ємом 100 млн м3. Його утримує земляна гребля висотою 117 метрів та довжиною 780 метрів, на спорудження якої пішло 10,5 млн м3 матеріалу. Окрім прямого стоку, до нього через дериваційні тунелі подається ресурс із правих (Furgbach, Almagellerbach, Triftbach) та лівих (Allalinbach, Hohlaubbach) приток Saaservispa, що впадають у неї нижче від греблі.
З водосховища ресурс через головний дериваційний тунель подається до розташованого нижче по долині річки машинного залу. Останній обладнано двома турбінами типу Френсіс потужністю по 37 МВт, які працюють при напорі 459 метрів та виробляють на рік 133,5 млн кВт·год. Відпрацьована вода подається у нижній балансуючий резервуар об'ємом 0,1 млн м3, звідки може або спрямовуватись на нижній ступінь ГЕС Stalden, або закачуватись назад до водосховища Маттмарк за допомогою спорудженої у 1987 році насосної станції. Первісний проект, реалізований у 1960-х, не передбачав цього об'єкту. Проте внаслідок руху глетчеру Allalin виявились перекритими водозабори із лівих приток Saaservispa, компенсувати втрату яких за рахунок проміжної ділянки згаданої річки могла насосна станція. Вона обладнана двома насосами потужністю по 23 МВт, що споживають на рік 27,7 млн кВт·год.
Видача продукції відбувається по ЛЕП, що працює під напругою 220 кВ.
Хоча первісно комплекс створювали лише для гідроенергетичних потреб, проте після повені 1993 року вжили заходів, які збільшили максимальну місткість водосховища на 3,6 млн м3, що зарезервовані на випадок паводку.